# Lovely Songs
『Lovely Songs』（ラブリー・ソングス）は、柏原よしえ2枚目のオリジナル・アルバム。1981年8月13日にフィリップス・レコードより発売された。

## 概要
先行シングルの「ガラスの夏」とそのB面曲「フィフティーン・ラブ」を含むオリジナル・アルバム。
アルバムの帯コピーは、”たたずむ街角。恋の予感。溢れる想い。”
公称売上は8万枚を記録。
2018年8月29日にはオリジナルの収録曲に加え、6枚目のシングル曲「めらんこりい白書」とそのB面曲「抱きしめる、という感じ」をボーナストラックとして追加収録し、『Lovely Songs +2』としてユニバーサルミュージックより、紙ジャケット仕様でSHM-CDが発売された。

## 収録曲

### LP

#### SIDE A
1. ファースト・メモリー
作詞：田口淑子　作曲：網倉一也　編曲：若草恵
2. フィフティーン・ラブ
作詞：松田侑利子　作曲：網倉一也　編曲：若草恵
  - 5枚目のシングル「ガラスの夏」のB面曲。
3. ショート・ストーリー
作詞：田口淑子　作曲：網倉一也　編曲：馬飼野康二
4. 私のミュージシャン
作詞：網倉一也　作曲：網倉一也　編曲：松井忠重
5. ガラスの夏
作詞：松田侑利子　作曲：網倉一也　編曲：若草恵
  - 5枚目のシングルA面曲。

#### SIDE B
1. 夏は危険信号
作詞：佐々木勉　作曲：佐々木勉　編曲：矢野立美
2. 未来飛行
作詞：松田侑利子　作曲：藤崎良　編曲：船山基紀
3. あなたのリトル・ハーフ
作詞：田口淑子　作曲：絵布いくろう　編曲：松井忠重
4. サマーヴァケイション
作詞：佐々木勉　作曲：佐々木勉　編曲：矢野立美
5. P.S.S.=心の追伸
作詞：松田侑利子　作曲：藤崎良　編曲：船山基紀

### Lovely Songs +2（SHM-CD）
1. ファースト・メモリー
2. フィフティーン・ラブ
3. ショート・ストーリー
4. 私のミュージシャン
5. ガラスの夏
6. 夏は危険信号
7. 未来飛行
8. あなたのリトル・ハーフ
9. サマーヴァケイション
10. P.S.S.=心の追伸
[ボーナス・トラック]
11. めらんこりい白書
作詞：阿久悠　作曲：大野克夫　編曲：船山基紀
  - 6枚目のシングルA面曲。
12. 抱きしめる、という感じ
作詞：阿久悠　作曲：大野克夫　編曲：船山基紀
  - 「めらんこりい白書」のB面曲。